# Loxosomatidae
Loxosomatidae – rodzina zwierząt bezkręgowych z typu kielichowatych. Jedyna z monotypowego rzędu Solitaria lub Loxosomatida.

## Morfologia
Zwierzęta o ciele podzielonym na kielich (kaliks), w którym znajdują się wszystkie narządy wewnętrzne oraz stylik (trzonek), służący do przyczepiania organizmu do podłoża. Pomiędzy kielichem a stylikiem nie występuje przegroda łącznotkankowa, szyjka ani aparat gwiaździsty. Otwór odbytowy umiejscowiony jest na stożku analnym.

## Biologia i ekologia
Są to zwierzęta osiadłe, morskie. Jako jedyna rodzina kielichowatych nie tworzą kolonii, lecz pędzą samotniczy tryb życia. Występuje zarówno rozmnażanie płciowe jak i bezpłciowe. W przypadku rozrodu bezpłciowego pączkowanie zachodzi u nich w kielichu, a nie na styliku jak u pozostałych kielichowatych. 
Loxomitra wtórnie przystosowała się do życia wolno na różnym podłożu, natomiast pozostałe Loxosomatidae są epizoicznymi komensalami dennych bezkręgowców, głównie wieloszczetów, gąbek i mszywiołów. Bywają silnie wyspecjalizowane, np. Loxosomella clavicornis występuje na bokach myszy morskiej, Loxosomella obesa na jej grzbiecie, a Loxosomella athiusae na jej parapodiach. Loxosomella nordgaardi przyczepia się do kolonii mszywiołów, przypuszczalnie wchodząc z nimi w symbiotyczną relację – zwierzęta współpracując wzmacniają prąd niosący składniki odżywcze, a jednocześnie nie konkurują o ten sam pokarm z uwagi na odmienną budowę czułków.
Mimo osiadłego trybu życia niektóre gatunki potrafią się przemieszczać, wykorzystując do tego dłuższe czułki przyoralne – zaczepiają się nimi o podłoże, po czym przemieszczają dysk czepny wyginając ciało.

## Taksonomia
Takson ten po raz pierwszy wyróżniony został w 1880 roku przez Thomasa Hincksa. W 1952 roku Caesar Boettger umieścił wszystkie kielichowate w rzędzie Pedicellinida. W 1972 roku nowa klasyfikacja kielichowatych wprowadzona została przez Petera Emschermanna. Loxosomatidae umieszczone zostały w monotypowym rzędzie Solitaria, zaś pozostałe kielichowate w rzędzie Coloniales. Alternatywnie monotypowy rząd obejmujący tylko Loxosomatidae określany jest jako Loxosomatida. Autorzy powątpiewający w monofiletyzm Coloniales nierzadko zupełnie rezygnują z podziału kielichowatych na rzędy. Zasadność podziału kielichowatych na Solitaria i Coloniales wsparły jednak wyniki molekularnej analizy filogenetycznej opublikowane w 2010 roku przez Judith Fuchs i innych, przy czym nie uwzględniono w nich rodziny Loxokalypodidae.
Podział Loxosomatidae na rodzaje był przedmiotem licznych zmian. W 2021 roku baza World Register of Marine Species wyróżnia trzy ich rodzaje:
- Loxomitra Nielsen, 1964
- Loxosoma Keferstein, 1862
- Loxosomella Mortensen, 1911